# 라우리 코르피코스키
라우리 알베르트 코르피코스키(핀란드어: Lauri Albert Korpikoski, 1986년 7월 28일~)는 핀란드의 전직 아이스하키 선수로 포지션은 레프트윙이다. 현역 시절 내셔널 하키 리그(NHL)의 팀인 뉴욕 레인저스, 피닉스 카이오티스, 에드먼턴 오일러스, 댈러스 스타스, 콜럼버스 블루재키츠 소속으로 뛰었다.
국제 대회에 핀란드 대표팀의 일원으로 참가했으며 2014년 동계 올림픽에서 동메달을 획득했다.